# Janowice (Miechów)
Pour les articles homonymes, voir Janowice.
Janowice est une localité polonaise de la gmina de Słaboszów, située dans le powiat de Miechów en voïvodie de Petite-Pologne.